# Tannoe-Olagebergte
Het Tannoe-Olagebergte (Toevaans: Таңды-Уула; Tangdy-Uula) is een bergketen die deel uitmaakt van de Zuid-Siberische gebergtes in Toeva, Rusland. Het strekt zich in oost-westelijke richting uit langs de Mongoolse grens. De hoogste top meet 3061 meter. De Bieja ontspringt in het oostelijke deel van het gebergte.
De noordelijke uitlopers maken deel uit van het stroombekken van de Jenisej en gaan daar over in de Westelijke Sajan, de oostelijke bereiken het stroombekken van de Selenga in Mongolië. Ook de zuidelijke lopen door tot in Mongolië. Ze vormen de noordelijke grenzen van een groot steppebekken, dat zich verder zuidelijk uitstrekt tot aan het Mongoolse Altajgebergte en het zoutmeer Uvs Nuur omvat. Het westelijke uiteinde ligt nabij de noordelijke Altajgebergtes in de Russische republiek Altaj.